# Axel Abessolo
Axel Abessolo, de son vrai nom Abessolo René Axel, né le 30 juillet 1984 à Ngoazip Région du Sud Cameroun, est un acteur camerounais.

## Biographie

### Études
Il commence ses études primaires à l’école départementale (EMIA,Yaoundé), puis il poursuit ses études secondaires de 6e en classe de première au Lycée Général Leclerc à Yaoundé. Il intègre l’ISDIG où il obtient son baccalauréat. Ensuite, il s’inscrit à la faculté des sciences juridiques et politique à l’université de Yaoundé II à Soa.

### Carrière
En 1998, il commence sa carrière dans son établissement secondaire en intégrant les activités périscolaires le conduisant vers le club radio et cinéma. Il fait sa toute première expérience avec un court métrage intitulé, c'est moi le père de Serge Alain Noa puis, marque une pause pour des raisons académiques. En 2011, il revient sur scène avec la série Harraga brûleurs de frontières de Alain serge Noa.

## Filmographie

### Films
- 2012: L’arme du crime de Francis Tené[4]
- 2013: Harraga, brûleurs de frontières de Alain serge Noa[4]
- 2014: Claire ou l’enfant de l’amour de Mary Noëlle Nyba
- 2015: L’oeil du cyclone de Sékou Traoré (regisseur)
- 2015: Orly de Francis Tené[2]
- 2016: Walls de Narcisse Wandji[2]
- 2016: La patrie d’abord de Thierry Ntamack
- 2016: Aissa de Jean Roke Patoudem (coach)
- 2018: Le Deal de Gaby Ruben Ngounou
- 2019: Innocent de Léa Malle Franck Thierry
- 2019: LPDBS de Gaby Ruben Ngounou
- 2019: Mon sang de Blaise Ntedju
- 2019: Petit Jo de Daniel Kamwa
- 2020: La vallée des aigles de Olivier Assoua[4]
- 2020: Forces Spéciale Africaines (FSA) de Ahed Bensouda
- 2021: Bangui unité spéciale des victimes de Elvire Adjamonsi
- 2022: Jericho de Fabrice Bekono
- 2022: On fait le point de Chantal Youdom
- 2023: Sans jugement de Gaby Ruben Ngounou
- Destiné de Gerard Desiré Nguellé

### Séries
- 2021: Madame monsieur 2 de Ebenezer Kepombia

- 2022: Madame Monsieur 3 de Ebenezer Kepombia

- 2023 : La batailles des chéries de Ebenezer Kepombia

## Prix et récompenses
2024: Ecran de la meilleure interprétation masculine lors de la 27è édition des Ecrans Noirs